# Ronald Ludington
Ronald Edmund „Ron” Ludington (ur. 4 września 1934 w Bostonie, zm. 14 maja 2020 w Newark) – amerykański łyżwiarz figurowy startujący w parach sportowych z żoną Nancy Ludington. Brązowy medalista olimpijski ze Squaw Valley (1960), brązowy medalista mistrzostw świata (1959), brązowy medalista mistrzostw Ameryki Północnej (1957) oraz 4-krotny mistrz Stanów Zjednoczonych (1957–1960). Następnie trener łyżwiarstwa figurowego specjalizujący się w parach sportowych w Delaware.
W 1957 roku ożenił się ze swoją partnerką sportową Nancy Rouillard, z którą rozwiódł się w późniejszych latach. Następnie został trenerem łyżwiarstwa figurowego. Jego pierwszymi uczniami w Norwalk była para sportowa Patricia Dineen / Robert Dineen, która zginęła w katastrofie lotu Sabena 548 razem z resztą reprezentacji Stanów Zjednoczonych, która podróżowała do Pragi na mistrzostwa świata 1961. Ludingtona nie było na pokładzie, gdyż ani on, ani małżeństwo Dineenów nie miało funduszy na pokrycie kosztów jego podróży do Pragi.
Trenował m.in. parę sportową Kitty Carruthers / Peter Carruthers, pomagał Kimmie Meissner i Johnny’emu Weirowi. Przez wiele lat, aż do przejścia na emeryturę w 2010 roku, był trenerem łyżwiarstwa na Uniwersytecie Delaware oraz SC of Wilmington. Doprowadził ponad 30 uczniów do dziewięciu igrzysk olimpijskich.
Miał siostrę Charlotte.
Po rozwodzie z Nancy Ludington ożenił się z uznaną trenerką łyżwiarstwa Mary Batdorf z którą ma syna Michaela. Rozstali się w latach 70. XX w. Miał również córkę, Karen Ludington Gullotti. Zmarł w wieku 86 lat.

## Osiągnięcia

### Pary sportowe
Z Nancy Ludington
| Zawody                           | 1957           | 1958           | 1959           | 1960           |                |                |                |                |                |                |                |                |                |                |                |                |                |
| Międzynarodowe                   | Międzynarodowe | Międzynarodowe | Międzynarodowe | Międzynarodowe | Międzynarodowe | Międzynarodowe | Międzynarodowe | Międzynarodowe | Międzynarodowe | Międzynarodowe | Międzynarodowe | Międzynarodowe | Międzynarodowe | Międzynarodowe | Międzynarodowe | Międzynarodowe | Międzynarodowe |
| -------------------------------- | -------------- | -------------- | -------------- | -------------- | -------------- | -------------- | -------------- | -------------- | -------------- | -------------- | -------------- | -------------- | -------------- | -------------- | -------------- | -------------- | -------------- |
| Igrzyska olimpijskie             |                |                |                | 3              |                |                |                |                |                |                |                |                |                |                |                |                |                |
| Mistrzostwa świata               | 4              | 5              | 3              | 6              |                |                |                |                |                |                |                |                |                |                |                |                |                |
| Mistrzostwa Ameryki Północnej    | 3              |                |                |                |                |                |                |                |                |                |                |                |                |                |                |                |                |
| Krajowe                          |                |                |                |                |                |                |                |                |                |                |                |                |                |                |                |                |                |
| Mistrzostwa Stanów Zjednoczonych | 1              | 1              | 1              | 1              |                |                |                |                |                |                |                |                |                |                |                |                |                |

### Pary taneczne
Z Judy Ann Lamar
| Mistrzostwa Stanów Zjednoczonych | 1 J |

## Nagrody i odznaczenia
- Światowa Galeria Sławy Łyżwiarstwa Figurowego – 1999[13]
- Amerykańska Galeria Sławy Łyżwiarstwa Figurowego – 1993[14]